# 三更2
《三更2》（英語：Three... Extremes）由日本、韩国、香港联合推出的恐怖片电影。导演陈果、三池崇史、朴赞郁，主演梁家辉、白灵、李炳憲、林元熙、杨千嬅。

## 剧情
该片分作三个独立的单元，分别是饺子、割爱、盒葬。

## 演出
| 演员       | 角色     | 备注                       |
| 餃子       |          |                            |
| 梁家辉     | 李生     | 艾菁菁丈夫                 |
| 白灵       | 媚姨     | 來自中國，製作回春餃子     |
| 杨千嬅     | 艾菁菁   |                            |
| 割愛       |          |                            |
| 李炳憲     | 劉智鎬   | 電影導演                   |
| 林元熙     |          | 劇中飾演忌妒導演的臨時演員 |
| 姜惠貞     |          | 電影導演妻                 |
| 廉晶雅     |          | 演繹吸血鬼的女演員         |
| 康赫勇     |          |                            |
| 盒葬       |          |                            |
| 渡部笃郎   |          | 編輯                       |
| 长谷川京子 | 京子     | 名作家                     |
| 鈴木優     | 幼年翔子 |                            |
| 鈴木舞     | 幼年京子 |                            |

## 花絮
该片曾登陆柏林国际电影节、威尼斯国际电影节。

## 外部連結
- 香港影庫上《三更2》的資料（繁體中文）
- 開眼電影網上《三更2》的資料（繁體中文）
- 豆瓣电影上《三更2》的資料 （简体中文）
- 时光网上《三更2》的資料（简体中文）
- AllMovie上《三更2》的资料（英文）
- 爛番茄上《三更2》的資料（英文）
- Box Office Mojo上《三更2》的資料（英文）
- TCM电影资料库上《三更2》的资料（英文）
- Metacritic上《三更2》的資料（英文）
- 互联网电影数据库（IMDb）上《三更2》的资料（英文）